# Mariya-Yermolova-Klasse
Die Schiffe der Mariya-Yermolova-Klasse (russisch Мария Ермолова, deutsche Transkription: Marija Jermolowa), welche auch als Projekt 1454 bekannt war, sind Fahrgastschiffe kleiner Bauart. Die Klasse ist benannt nach dem ersten Schiff der Klasse, das den Namen der russischen Drama-Schauspielerin Marija Jermolowa trägt.

## Geschichte
Die Schiffe des Projekts 1454 wurden von 1974 bis 1978 in zwei Unterserien hergestellt. Die Tito-Schiffswerft in Kraljevica (Jugoslawien) baute Schiffe eigenen Entwurfs, die einmalig in der Welt waren. Die Schiffe gingen an sowjetische Reedereien, so erhielt die Fernost-Seereederei fünf Schiffe: „Olga Androvskaya“, „Olga Sadovskaya“, „Lyubov Orlova“, „Mariya Savina“ von der Sachalin-Seereederei in Cholmsk und „Antonina Nezhdanova“ von der Ostseereederei. Von drei Schiffen blieb in der Murmansker Seereederei nur ein Schiff „Klavdiya Yelanskaya“, das Typenschiff „Mariya Yermolova“ ging an die Kaspische Seereederei und Alla Tarasova fuhr nach Nassau, wo sie in Clipper Adventurer umbenannt wurde. Die Schiffe wurden auf verschiedenen Linien und als Kreuzfahrtschiffe für sowjetische und ausländische Touristen eingesetzt.

## Technik
Die Schiffe verfügen über einen Dieselantrieb mit zwei in Jugoslawien gebauten Achtzylinder-B&W-Uljanik-Hauptmotoren (Typ: 8M 35BF 62) mit 3884 kW Gesamtleistung.

## Ausstattung
Laut Projekt hatten die kleinen Linienschiffe ursprünglich 206 Passagierplätze in Kabinen und 28 Flugzeugsessel (Sitzplätze). Alle Kabinen waren mit Dusche, WC, Waschbecken und Klimaanlagen und 10 Kabinen noch extra mit Faltbetten für Kinder ausgestattet. Ein Restaurant im Heckteil, zwei Cafés, das eine mit einer Bar für 40 Personen und das andere mit einem Kinosaal für 60 Personen, Musiksalon mit Bühne für Schiffsorchester und Tanzfläche für 87 Personen im Bugteil.

## Liste der Schiffe des Projekts 1454 in der Ursprungs- und englischer Sprache
In der Liste ist der Ursprungsname der Schiffe angegeben, die anderen Namen stehen in Klammern in chronologischer Reihenfolge:
| Schiffe der Mariya Yermolova-Klasse | Schiffe der Mariya Yermolova-Klasse | Schiffe der Mariya Yermolova-Klasse | Schiffe der Mariya Yermolova-Klasse |
| lfd. Nr.                            | originaler Ursprungsname            | englische Version                   | benannt nach                        |
| Projekt 1454 – erste Serie          | Projekt 1454 – erste Serie          | Projekt 1454 – erste Serie          | Projekt 1454 – erste Serie          |
| ----------------------------------- | ----------------------------------- | ----------------------------------- | ----------------------------------- |
| 1                                   | Мария Ермолова                      | Mariya Yermolova                    | Marija Jermolowa                    |
| 2                                   | Мария Савина (Sampaguita Ferry 2)   | Mariya Savina (Sampaguita Ferry 2)  | Marija Sawina                       |
| 3                                   | Алла Тарасова (Clipper Adventurer)  | Alla Tarasova (Clipper Adventurer)  | Alla Tarassowa                      |
| 4                                   | Любовь Орлова (Lyubov Orlova)       | Lyubovy Orlova (Lyubov Orlova)      | Ljubow Orlowa                       |
| Projekt 1454 – zweite Serie         |                                     |                                     |                                     |
| 5                                   | Ольга Андровская                    | Olga Androvskaya                    | Olga Androwskaja                    |
| 6                                   | Ольга Садовская (Ocean Star)        | Olga Sadovskaya (Ocean Star)        | Olga Sadowskaja                     |
| 7                                   | Клавдия Еланская                    | Klavdiya Yelanskaya                 | Klawdija Jelanskaja                 |
| 8                                   | Антонина Нежданова                  | Antonina Nezhdanova                 | Antonina Neschdanowa                |

## Übersicht
| Baumonat und -jahr          | Baunummer                  | Bild                          | Name                       | Für Reederei               | Heimathafen                         | Flagge                     | IMO-Nummer                 | Umbenennungen und Verbleib                                                                                        |
| Projekt 1454 – erste Serie  | Projekt 1454 – erste Serie | Projekt 1454 – erste Serie    | Projekt 1454 – erste Serie | Projekt 1454 – erste Serie | Projekt 1454 – erste Serie          | Projekt 1454 – erste Serie | Projekt 1454 – erste Serie | Projekt 1454 – erste Serie                                                                                        |
| --------------------------- | -------------------------- | ----------------------------- | -------------------------- | -------------------------- | ----------------------------------- | -------------------------- | -------------------------- | --- |
| Dezember 1974               | 406                        |                               | Mariya Yermolova           | Murmansker Seereederei     | Murmansk → Noworossijsk → Astrachan | →                          | 7367524                    | SK Kaspijskaja Kruisnaja Linija (СК Каспийская круизная линия)                                                    |
| Juli 1975                   | 407                        | Mariya Savina                 | Sampaguita Ferry 2         | Fernost-Seereederei        | Cholmsk → Wladiwostok → Manila      | →                          | 7391410                    | * ex. Mariya Savina                                                                                               |
| Dezember 1975               | 408                        |                               | Ocean Adventurer           | Murmansker Seereederei     | Murmansk → Nassau                   | →                          | 7391422                    | * ex. Sea Adventurer * ex. Clipper Adventurer * ex. Alla Tarasova                                                 |
| 19. Juli 1976               | 413                        |                               | Lyubov Orlova              | Fernost-Seereederei        | Wladiwostok → Avatiu                | →                          | 7391434                    | * ex. russ. Любовь Орлова (Lyubovy Orlova) bis 1999; zur Verschrottung verkauft, verschollen, vermutlich gesunken |
| Projekt 1454 – zweite Serie |                            |                               |                            |                            |                                     |                            |                            | |
| Januar 1977                 | 414                        | Olga Androvskaya auf dem Bild | Olga Androvskaya           | Murmansker Seereederei     | Murmansk                            | →                          | 7422908                    | 1998 nach Singapur verkauft; Schicksal unbekannt                                                                  |
| Januar 1977                 | 416                        |                               | Klavdiya Yelanskaya        | Murmansker Seereederei     | Murmansk                            | →                          | 7422922                    | |
| Juli 1977                   | 415                        |                               | Ocean Star                 | Fernost-Seereederei        | Wladiwostok →                       | → →                        | 7422910                    | * ex. Olga Sadovskaya; 1997 Lindblad Travel, 2003 verschrottet                                                    |
| Juli 1978                   | 419                        |                               | Antonina Nezhdanova        | Fernost-Seereederei        | Ostsee → Wladiwostok                | →                          | 7531852                    | → gesunken am 20. Oktober 2004 im japanischen Hafen Fukusiki in Toyama                                            |